# Богораз Лариса Йосипівна
Лари́са Йо́сипівна Богора́з (8 серпня 1929, Харків, Українська РСР — 6 квітня 2004, Москва, Росія) — українська та російська радянська громадсько-політична діячка, дисидент, правозахисниця. Кандидат філологічних наук (1965).

## Життєпис

### Батьки
Батьки Лариси Богораз — партійні та радянські працівники, учасники громадянської війни, члени ВКП(б). У 1936 Ларисиного батька Йосипа Ароновича Богораза заарештували й засудили, звинувативши в «троцькістській діяльності». У 1947 Лариса, всупереч забороні матері, їздила до батька на заслання.

### Наукова кар'єра
У 1950 закінчила філологічний факультет Харківського університету. Кілька місяців працювала вчителем української мови та літератури у сільській школі. Того ж 1950 вийшла заміж за Юлія Даніеля та переїхала до Москви. 11 березня 1951 в них народився син Олександр.
До 1961 працювала викладачем російської мови в школах Калузької області, а потім Москви.
У 1961—1964 — аспірант сектору математичної та структурної лінґвістики Інституту російської мови АН СРСР, працювала в галузі фонології.
1964 сім'я Даніелів розпалася — і Лариса із сином виїхала в Новосибірськ. У 1964—1965 жила там в Академмістечку, викладала загальне мовознавство на філологічному відділенні гуманітарного факультету Новосибірського університету.
У 1965 захистила кандидатську дисертацію (1978 за рішенням ВАКу позбавлена вченого ступеня; 1990 ВАК переглянув своє рішення і повернув їй ступінь кандидата філологічних наук).

### Участь удисидентському русі
Богораз знала про «підпільну» літературну роботу свого чоловіка і Андрія Синявського. 1965, після їх арешту, вона, разом із дружиною Синявського Марією Розановою, активно сприяла перелому громадської думки на користь арештованих письменників. Справа Синявського і Даніеля поклала початок систематичній правозахисній активності багато кого з тих, хто взяв у ній участь, зокрема й самої Богораз.
У 1966—1967 Богораз регулярно їздить у мордовські політичні табори на побачення з чоловіком, знайомиться там із родичами інших політичних в'язнів, уводить їх у коло спілкувань московської інтелігенції. Її квартира стає чимось на зразок «пересильного пункту» для родичів політв'язнів з інших міст, що їдуть на побачення в Мордовію, і для самих політв'язнів, які повертаються з таборів після відбуття покарання.
Через її квартиру пройшло багато українських шістдесятників і їхніх родичів. З декількома українськими в'язнями сумління Богораз дружила і регулярно писала їм у табори українською мовою. Особливо близькими були стосунки з Іваном Світличним і Леонідою Світличною. Вони подружилися сім'ями ще в кінці 1950-х, коли Юлій Даніель перекладав вірші українських поетів російською мовою.
Богораз переклала багато документів українського самвидаву російською мовою перед відправленням на Захід. Пізніше вона вивезла з побачення з Анатолієм Марченком інформацію про тайник, у якому були заховані підготовлені Степаном Хмарою, Олесем Шевченком та Віталієм Шевченком номери «Українського вісника». Згодом Богораз поїхала до Львова і передала їх Олені Антонів.
11 січня 1968 р. було розповсюджене створене нею разом з Павлом Литвиновим звернення «До світової громадськості» — протест проти грубих порушень законності підчас суду над Олександром Гінзбурґом та іншими правозахисниками(«процес чотирьох»).
Підпис Богораз стоїть і під багатьма правозахисними текстами 1967—1968 та подальших років.
Незважаючи на заперечення багатьох відомих правозахисників (що зводилися до того, що їй, «лідеру руху», не варто піддавати себе небезпеці арешту), 25 серпня 1968 Богораз узяла участь у «демонстрації сімох» на Красній площі в Москві — на знак протесту проти радянського вторгнення в Чехословаччину. За це її заарештували і засудили на 4 роки заслання. Термін відбувала в Східному Сибіру (Іркутська область, селище Чуна), працювала такелажницею на деревообробному комбінаті.
Повернувшись у 1972 в Москву, не стала брати безпосередню участь у роботі чинних тоді дисидентських громадських асоціацій до 1979—1980, коли вона увійшла до складу Комітету захисту Тетяни Великанової. Проте час від часу виступала з громадськими ініціативами, одна або в співавторстві. Зокрема, підписала звернення проти вислання з СРСР Олександра Солженіцина та з вимогою опублікувати в Радянському Союзі «Архіпелаг ГУЛАГ» та інші матеріали про злочини сталінської епохи. Направила індивідуальний відкритий лист голові КГБ СРСР Ю. В. Андропову, у якому відзначила, що не сподівається на добровільне відкриття КГБ свої архівів, та оголосила, що має намір самостійно збирати історичні дані про сталінські репресії. Це стало одним з імпульсів створення самвидавської історичної збірки «Пам'ять» (1976—1984), у роботі якої брала активну участь.
У 1976 вона опублікувала під псевдонімом «М. Тарусевич» (в співавторстві зі своїм другим чоловіком Анатолієм Марченком) у журналі «Континент» статтю «Третє дано», присвячену проблемам міжнародного відпруження. На початку 1980-х закликала британський уряд поставитися гуманніше до ув'язнених терористів Ірландської Республіканської Армії.
Богораз неодноразово зверталася до уряду СРСР із закликом оголосити загальну політичну амністію. Кампанія за амністію політичних ув'язнених, розпочата нею в жовтні 1986 разом із Софією Каллістратовою, Михайлом Гефтером і Олександром Подрабінеком, була її останньою і найуспішнішою «дисидентською» акцією: заклик про амністію цього разу підтримала низка відомих діячів радянської культури. У січні 1987 Михайло Горбачов почав звільняти політв'язнів. Проте другий чоловік Богораз, Анатолій Марченко, не встиг скористатися цією амністією — він помер у Чистопольській в'язниці в грудні 1986.

### В останні роки
Громадська діяльність Богораз тривала і в роки перебудови та після неї. Вона брала участь у підготовці та роботі Міжнародного громадського семінару (грудень 1987). Восени 1989 Богораз увійшла до складу відновленої Московської Гельсінкської групи і деякий час була її співголовою. У 1993—1997 входила в правління російсько-американської Проектної групи з прав людини. У 1991—1996 Богораз — керівник просвітницького семінару з прав людини для громадських організацій Росії і СНД.
Богораз — автор низки статей і заміток з історії і теорії правозахисного руху. Останні роки вона працювала над спогадами, редагувала багато «меморіальних» текстів.
Померла після тяжкої тривалої хвороби.